# StarCraft II: Heart of the Swarm
StarCraft II: Heart of the Swarm là bản mở rộng của trò chơi điện tử chiến lược thời gian thực thể loại khoa học quân sự viễn tưởng StarCraft II được phát triển và phát hành bởi Blizzard Entertainment vào ngày 12 tháng 03 năm 2013 cho Microsoft Windows và Mac OS X. Phần tiếp theo của trò chơi điện tử StarCraft II: Wings of Liberty phát hành tháng 7 năm 2010. Bản mở rộng thứ ba của StarCraft II là Legacy of the Void.

## Cốt truyện
Sau khi Wings Of Liberty kết thúc, hạm đội tàu của Dominion bị hư hại phần lớn, hạm đội của Raynor's Raiders cũng bị tổn thất khá nhiều. Jim Raynor và Valerian Mengsk đưa Kerigan đến khu vực Paradise - một khu vực thuộc quyền kiểm soát của Mira Han. Tại đây, họ sửa tàu và chăm sóc Kerrigan một cách bí mật. Nhưng không lâu sau, họ bị 2 kẻ phản bội trong lực lượng của Mira Han tấn công khiến Matt Horner bị thương. Raiders buộc phải di chuyển đến một phòng thí nghiệm gần đó. Tiến sĩ Narud chữa cho Kerrigan và Matt Horner. Lực lượng Dominion dò theo các cảm biến trên Buchephalus để tấn công lực lượng Raiders. Dưới sự giúp đỡ của Mira Han, họ chuyển đến hành tinh Umoja thuộc quyền kiểm soát của một lực lượng Terran nhỏ và nằm ngoài Dominion là Kel-Morian Combine, bỏ lại chiến thuyền Buchephalus.
Câu chuyện của Starcraft II: Heart of the Swarm mở đầu với cảnh Sarah Kerrigan tỉnh dậy trong hình dạng con người ở một phòng thí nghiệm ở hành tinh Umoja. Jim Raynor cố thuyết phục Sarah Kerrigan từ bỏ hận thù và đi theo mình nhưng không được. Valerian Mengsk tiến hành một số các thử nghiệm và Sarah Kerrigan đã chứng tỏ cô còn khả năng điều khiển bầy Zerg tuy còn rất hạn chế. Khi thử nghiệm cuối cùng kết thúc, phòng thí nghiệm này bị tấn công bởi lực lượng Dominion do Nova Terra cầm đầu. Trong tình thế cấp bách, Sarah Kerrigan và Jim Raynor buộc phải chia tay nhau. Và cấp phó của Jim Raynor là Matt Horner cũng tìm cách dẫn chiến thuyền Hyperion đáp xuống bề mặt hành tinh để đón Jim Raynor nhưng họ bị tấn công bởi hạm đội Dominion và buộc phải rút lui để bảo toàn lực lượng. Kerrigan một mình đáp xuống bề mặt hành tinh, nhận được sự giúp đỡ của một bầy zerg bản địa do Naktul đứng đầu, tiêu diệt quân Dominion ở đây và cố gắng liên lạc với Jim Raynor nhưng nhận được tin anh đã bị bắt qua và hành hình bản tin UNN.

Sarah Kerrigan thề sẽ trả thù Arcturus Mengsk, cô trở về vùng không gian đang bị Zerg kiểm soát, và tìm thấy tàu chiến sống Leviathan - một sinh vật bay khổng lồ của loài Zerg - của Queen of Blades trước đây. Sau đó, cô đến hành tinh Kaldir - một hành tinh băng giá đang bị Protoss chiếm đóng, để tăng cường sức mạnh và gia tăng quân số của mình. Ở đây, cô đã thu phục bầy zerg bị thất tán của Nafash - một BroodMother đã chết, đánh bại và thu tập mẫu gen của các sinh vật bản địa giúp cho quân đội của mình chống lại băng giá, đánh bại lực lượng protoss và cũng đã tiêu diệt hầu hết các tàu của họ. Tuy vậy một tàu của Protoss vẫn thoát được, cô liền gửi lên đó một tù nhân có gắn một con bọ. Con bọ này phát triển thành BroodMother tên Niadra và tạo ra cả quân đội từ các mẫu sinh vật trên tàu, nhanh chóng tiêu diệt toàn bộ Protoss trên tàu, tuy vậy sau đó bầy Zerg trên tàu mất liên lạc với Kerrigan.
Sau đó, cô xuống Char rất cố gắng thu tập được bầy Zerg đang phân tán khắp nơi vì bị đánh tan tác bởi lực lượng Terran Dominion của Horace Warfield, cô cũng đã đánh bại và thu phục Zagara - một Broodmother bản địa, vốn không còn phục tùng Kerrigan vì cho rằng cô quá yếu. Cô tiếp tục tiến quân tiêu diệt các chiến hạm Gorgon Battlecruisers của Dominion và đánh vào pháo đài chính, tiêu diệt phần lớn quân Dominion (kể cả tướng Warfield) nhưng tha cho những lực lượng Dominion rút lui.
Không lâu sau, cô gặp Zeratul - một pháp sư bóng tối (Dark Templar) của Protoss - Zeratul đã khuyên cô nên tìm về hành tinh Zerus, quê hương của loài Zerg, nơi mà các cá thể Zerg nguyên thủy vẫn đang phát triển liên tục và chính chuyến đi này sẽ giúp cô có sức mạnh để đối đầu với Arcturus Mengsk. Sarah Kerrigan nghe theo và đến hành tinh Zerus. tại đây cô gặp và đánh thức cá thể Zerg Sống lâu nhất từ trước đến nay Zurvan - the Ancient One (tạm dịch là cá thể cổ xưa). The Ancient One đã kể với Sarah Kerrigan một linh hồn người Xel'Nage tên là Amon đã đến hành tinh này và lấy đi một số lượng lớn cá thể Zerg để phục vụ cho mục đích tiêu diệt chủng tộc Zerg và Protoss, khôi phục lại chủng tộc Xel'Naga. Sau đó, Sarah Kerrigan đi vào Spawming Pool đầu tiên của loài Zerg trong khi các bầy Zerg bản địa bao vây vả tấn công bầy Swarm của cô rất mạnh; Cô chuyển hình dạng thành Queen of Blades, đánh bại toàn bộlớn quân zerg thù địch. Tiếp theo, cô tiêu diệt và hấp thụ mẫu gen các Pack leader (con đầu đàn) zerg hùng mạnh và thu phục Dehaka - một packleader khác. Zurvan trở mặt, tấn công cô, cô tiêu diệt Zurvan và hấp thụ luôn mẫu gen của hắn. Ryloth và một lực lượng Zerg khá lớn tham gia vào Swarm và được lệnh tấn công Jontur II, xưởng đóng tàu lớn của Dominion.
Sau khi thu thập nhiều mẫu DNA Zerg trên Zerus, Sarah Kerrigan tìm thấy một tín hiệu liên lạc lạ từ một vùng không gian xa xôi của Dominion, cô tới đây, tìm thấy và liên minh với Alexei Stukov - cấp phó của lực lượng United Earth Directorate (tạm dịch là liên minh Trái Đất) trước đây. Họ tấn công và nhiễm bệnh một trạm nghiên cứu của Dominion, nơi đang tạo ra các sin vật lai protoss - zerg để đảm bảo thành công trong việc trả thù. Stukov phát hiện ra rằng, nhà khoa học đứng đầu phòng thí nghiệm, Tiến sĩ Emil Narud (đọc ngược lại là Duran!!), là một acient shapeshifter (tạm dịch là người thay đổi hình dạng cổ xưa) và muốn hồi sinh Amon. Cả hai quyết định giết Narud trước khi hắn có thể làm sống dậy Amon. Kerrigan, Stukov và bầy Swarm tiêu diệt các sinh vật lai nhưng bị tấn công bởi lực lượng Tal'drimm Protoss và Hybrid của Narud. Narud cố dùng sức mạnh Xel'naga để giết Kerrigan nhưng Stukov đã phá hủy các ngôi đền Xel'Nage cung cấp sức mạnh cho hắn làm hắn suy yếu. Kerrigan đối mặt với Narud và hai người giao chiến. Nảrud thay đổi hình dạng thành Raynor sau đó biến thành Kerrigan trước đây, hắn giành thế thượng phong và xiên cô với một psi-blade. Kerrigan sau đó dùng đôi càng để kết liễu Narud. Trước khi chết, Narud nói rằng Amon đã sống dậy và Kerrigan sẽ phải đối mặt với hắn sớm. Alexei Stukov tham gia bầy Swarm của Kerrigan (chỉ huy bầy Infested Terran). Kilysa với bầy Leviathan đông đảo xin tham gia vào bầy Swarm và dc lệnh tấn công và tiêu diệt Mistaff IV..
Sau đó Mengsk liên lạc và thông báo với Kerrigan rằng Raynor vẫn còn sống và dùng anh ta làm con tin để ngăn chặn cô tấn công Dominion. Kerrigan nhờ Matt Horner và Valerian Mengsk tìm chỗ của anh. Matt Horner và Valerian Mengsk đã dẫn chiến thuyền Hyperion cùng hạm đội bay đánh vào hạm đội của Mira Han (Mira Horner) để bắt Orlan (một người giỏi giải mã) để tìm vị trí của Jim Raynor. Họ tìm thấy và thông báo cho Kerrigan là Jim đang bị giam trên 1 tàu chở tù nhân thường xuyên thay đổi vị trí. Tuy thế nhưng Kerrigan vẫn giải cứu được Jim khi tàu này đang nạp nhiêu liệu. Jim bị sốc và rất tức giận khi thấy Kerrigan trở lại thành zerg. Kerrigan cho phép Raynor giết cô nhưng ông không thể làm vậy và nói rằng hai người đã xong việc với nhau.

Hoàng tử Valerian Mengsk - con trai của Arcturus Mengsk nhận thấy cha mình phạm những lỗi lầm quá lới trong quá khứ và anh quyết định liên minh với Jim Raynor và Sarah Kerrigan để đánh bại ông. Bầy Swarm của Kerrigan này lớn mạnh nhanh chóng với sự tham gia của các bầy zerg trong đó có bầy của Naktul và đánh bại từng bước lực lượng Dominion và tấn công vào thủ phủ của Dominion là hành tinh/thành phố Korha. Tại đây, bầy Swarm gặp khó khăn khi không thể vượt qua vòng phòng thủ dày ở các tầng cao khí quyển hành tinh Korha., trong khi Mengsk,đang gọi toàn bộ lực lượng quân đội hùng hậu của mình về. Kerrigan ra lệnh cho Kilysa dùng đạo quân Leviathan chặn đường hạm đội Dominion khiến cho hạm đội này không thể tiếp viện cho Korha được. Kerrigan một mình đi xuống bề mặt hành tinh và xây dựng quân đội, "dọn dẹp" một vùng để quân đội Zerg đáp xuống hành tinh. Sau đó với sự giúp đỡ của Dehaka, cô và quân đội của mình phá hủy vũ khí phòng thủ quan trọng nhất của hành tinh. Valerian Mengsk cố thuyết phục Sarah Kerrigan tấn công chậm thôi để anh có thể cứu được dân lành và Sarah Kerrigan đã miễn cưỡng nhận lời. Một cuộc chiến quyết liệt đã diễn ra. Trong tình thế khó khăn, Sarah Kerrigan nhận được sự giúp đỡ của Jim Raynor và hạm đội Hyperion của anh. Họ cùng nhau vượt qua rất nhiều khó khăn, trở ngại, đánh bại các đơn vị quân rất mạnh như the Odin - một đơn vị quân Thor rất lớn - và hạm đội Battle Cruiser. Cuối cùng, liên quân Zerg và Terran Raynor's Raiders cũng đánh bại được quân Dominion. Sarah Kerrigan vào để đích thân giết Arcturus Mengsk nhưng Arcturus Mengsk đã dùng một cổ vật Xel'Naga khiến cho Sarah Kerrigan mất khả năng chiến đấu và sau đó định giết cô. Tuy vậy, Jim Raynor đã có mặt đúng lúc để cản trở Arcturus Mengsk và đập tan chiếc điều khiển cổ vật trong tay Arcturus Mengsk. Kerigan sau đó giết chết Arcturus Mengsk.Sau đó, trước khi trở lại chiến thuyền Leviathan của mình, cô đã cảm ơn Jim Raynor.

Cảnh cuối cùng của game là cảnh khoảng không gian và thiên hà và Kerrigan đã nói rằng cô phải đối mặt với kẻ thù thực sự của mình sau khi từ bỏ tất cả mọi thứ cô yêu mến và nhận lấy vai trò của mình là lãnh đạo bầy Zerg.

## Các nhân vật chính trong game
Sarah Kerrigan là nhân vật nữ chính trong game. Cô mất đi năng lượng, khả năng và không nhớ hầu hết những phần đã làm khi còn là Queen of Blades nhưng cô vẫn có khả năng psionic của Ghost. Cô là một nhân vật có sự mâu thuẫn trong nội tâm một cách sâu sắc giữa bản chất của con người Sarah Kerrigan và những gì cô đã làm khi còn là Queen of Blades. Và cô có một lòng căm thù sâu sắc với Acturus Mengsk|Arcturus Mengsk.
Jim Raynor (James Raynor): Nhân vật chính của Wings of Liberty, đã cố gắng giúp Kerrigan thoát khỏi hình dạng loài Zerg và trở lại hình dạng con người sẽ tiếp tục giúp cô chống lại Arcturus Mengsk trong phần này. 

Arcturus Mengsk: nhân vật phản diện của game, là hoàng đế của đế chế Dominion trong bản mở rộng này, Mengsk cố gắng tiêu diệt Kerrigan như những gì ông đã làm trong Wings of Liberty.

Izsha: Sinh vật được Kerrigan tạo ra khi còn là Queen of Blades để "nhớ" các ký ức và kế hoạch của mình. Bây giờ Izsha trở thành cố vấn cho Kerrigan. 

Abathur: Sinh vật chuyên thu thập và kết hợp các mẫu gen để tăng sức chiến đấu của quân đội Zerg. 

Za’gara: Một cá thể của giống Mother Blood, một loại Zerg Queen thông minh, Za'gara định kiểm soát bầy Zerg sau khi thấy Queen of Blades chuyển sang hình dạng con người.

Ngoài ra, các nhân vật khác như Nova, Horace Warfield, Valerian Mengsk, Matt Horner,... cũng sẽ xuất hiện trong Heart of the swarm và đã xuất hiện trong Trailer của game.

## Các đơn vị quân và khả năng đặc biệt
Zerg

Swarm Host: Đơn vị quân mặt đất, di chuyển chậm, tấn công khi độn thổ bằng cách liên tục nhả ra Locusts (hình dáng giống con châu chấu nhỏ). Trong phần Campaign, Locusts có khả năng bay và tấn công các mục tiêu không quân.

Viper: Đơn vị không quân,có 3 khả năng: Blinding Cloud làm giảm tầm tấn công và ngăn việc sử dụng năng lượng của cá đơn vị quân đối phương; Abduct kéo đơn vị quân mặt đất của đối phương về phía mình và Consume lấy 200 hp của 1 đơn vị khác (cùng phe) để đổi lấy 50 năng lượng.
Ultralisk: Đơn vị quân mặt đất khổng lồ (massive) có khả năng gây sát thương diện rộng (2,5 range và 180°) và có thêm nâng cấp tăng giáp họăc miễn dịch với các loại bẫy, gây choáng, kiểm soát lý trí của đối thủ.

Ngoài ra trong phần chiến dịch (campaign), người chơi còn có thể nâng cấp cho Zergling có khả năng nhảy hay nở ra 3 đơn vị từ 1 trứng. Đơn vị Ultralisk có thể nâng cấp để chạy nhanh vào quân địch (charge) khi độn thổ (burrow) và baneling có thể nâng cấp hồi máu cho các đơn vị (quân mình) khi nổ. Hydralisk bắn nhanh hơn...
Protoss: 

Mothership Core: Đơn vị này là lõi của Mothership. Chỉ có khả năng đánh dưới đất, di chuyển được. Có thể Photon Overchare (Biến nhà Nexus thành công trình phòng thủ với tầm bắn dài), Time Warp (giảm tốc độ di chuyển quân bộ của kẻ thù 50%), Mass Recall (di chuyển một số lượng lớn quân đội) và chuyển thành Mothership (Đơn vị này có thể tấn công cả trên không lẫn dưới đất - như trong StarCraft 2: Wings Of Liberty)..

Tempest: Đơn vị không quân có thể tấn công đối không và đối đất, có tầm bắn rộng (15) và hiệu quả để chống lại các Unit có giáp (amored)..

Oracle: Revelation có tác dụng như Scanner Sweep nhưng chỉ được gần Oracle, Envision biến Oracle thành Detector trong 1 khoảng thời gian, Pulsar Beam tấn công quân thù (sát thương mạnh hơn khi đối đầu với các đơn vị hạng nhẹ - light unit, tốn 0.9 energy trong 1 giây)..

Terran: 

Hellbat (tên trước đây là Battle Hellion): Đơn vị quân mặt đất được chuyển đổi từ hellion, chậm, gây sát thương diện rộng hơn, mạnh hơn với vũ khí là Súng phun lửa Napalm (Napalm Spray)..

Widow Mine (thay thế cho Shereder): Đơn vị quân mặt đất, sinh ra từ nhà máy (Factory), khi tấn công tạo sát thương đối đất và đối không diện rộng xung quanh mình và tự động tắt khi có đơn vị quân đồng minh ở trong vùng tấn công.

Ngoài ra các đơn vị khác cũng có một số thay đổi, Thor không còn có thể dùng 250mm Punisher Cannons; Medivac có thể dùng khả năng Ignite Afterburners để di chuyển nhanh hơn. Upgrade cho vihicles và ships được gộp lại.

## Các thay đổi trong giao diện
-Hỗ trợ bảng điều khiển đơn giản.

-Hỗ trợ tính năng không thể chọn đợc Unit của mình khi bấm chuột trái.

-Hỗ trợ nút chọn toàn bộ quân đội.

-Hỗ trợ chơi Global...